# 岡田松生

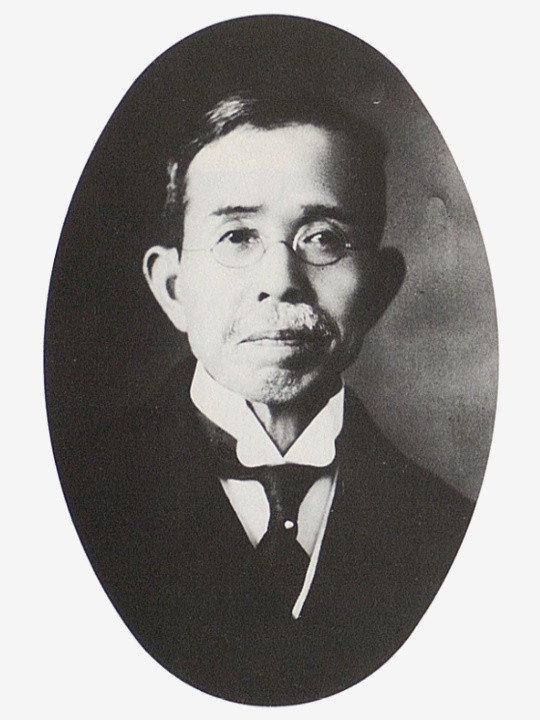
岡田松生

岡田 松生（おかだ まつお、1858年7月5日（安政5年5月25日） - 1939年（昭和14年）2月13日）は熊本バンドの一人である。

## 経歴
肥後国八代郡鏡町（現・八代市）に岡田宣の子として生まれる。熊本洋学校在学中の1876年に花岡山の奉教の結盟に参加する。後に、リロイ・ランシング・ジェーンズより洗礼を受ける。1876年同志社英学校に入学する、京都第第三公会（平安教会）の創立時に入会する。
1879年同志社を卒業すると津田仙の経営する学農社に招かれて教員になる。また、関西の組合教会系クリスチャンの集まりの群羊社に加わる。群羊社分教場で、小崎弘道を迎えて、新肴町教会（霊南坂教会）を設立する。小崎と共に、東京青年会の設立にも関わる。
1881年に熊本県に帰郷し、鏡英学校を設立する。1884年より熊本県会議員として県政に関与する。
1886年より1896年まで、海軍省、1896年に農商務省に務める。1896年秋に関西貿易社に入社する。ニューヨーク支店に駐在する。1902年に岡田商会を創立し、貿易に従事する。
小崎弘道を支え霊南坂教会の執事として終生仕え、霊南坂教会の岡田元老と呼ばれた。